# Кубок України з футболу 2001—2002

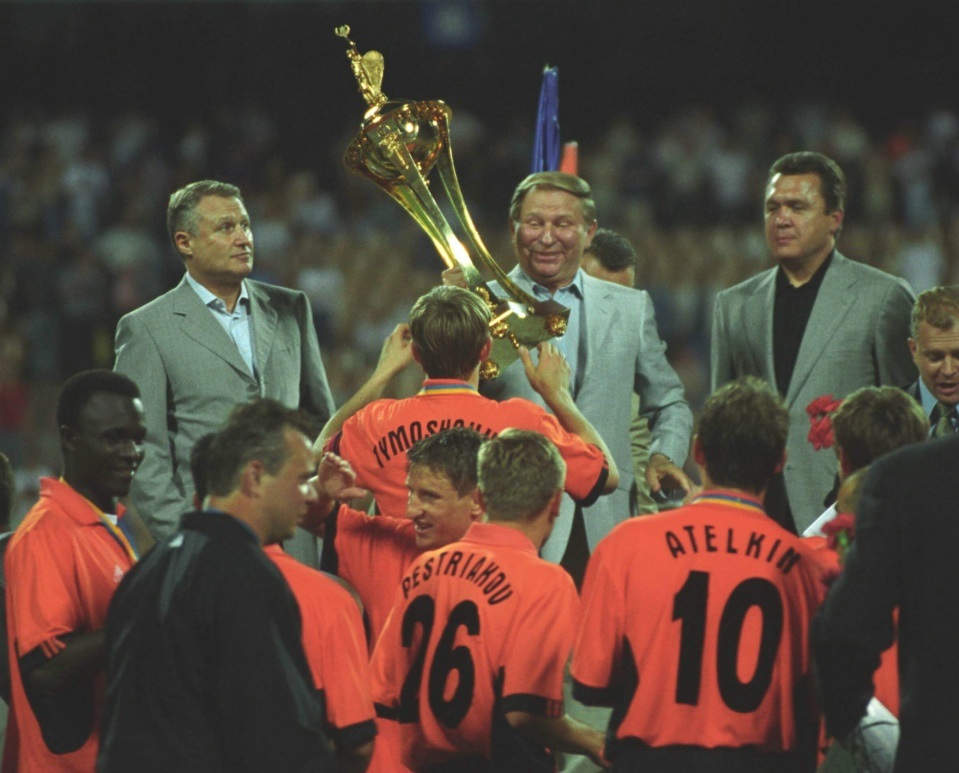
Гравці «Шахтаря» з кубком

В одинадцятому розіграші Кубка України з футболу сезону 2001/02 року взяли участь 59 команд. Проходив з 14 липня 2001 року по 26 травня 2002 року.

## Учасники
| Клуби вищої ліги: | Клуби першої ліги: | Клуби другої ліги: | Клуби другої ліги: |
| - «Арсенал» (Київ) - «Ворскла» (Полтава) - «Динамо» (Київ) - «Дніпро» (Дніпропетровськ) - «Закарпаття» (Ужгород) - «Карпати» (Львів) - «Кривбас» (Кривий Ріг) - «Металіст» (Харків) - «Металург» (Донецьк) - «Металург» (Запоріжжя) - «Металург» (Маріуполь) - «Поліграфтехніка» (Олександрія) - «Таврія» (Сімферополь) - «Шахтар» (Донецьк) | - «Борисфен» (Бориспіль) - ФК «Вінниця» - «Волинь-1» (Луцьк) - «Зірка» (Кіровоград) - «Електрометалург-НЗФ» (Нікополь) - ФК «Миколаїв» - «Нафтовик» (Охтирка) - «Нива» (Тернопіль) - «Оболонь» (Київ) - «Полісся» (Житомир) - «Прикарпаття» (Івано-Франківськ) - «Сталь» (Алчевськ) - «Чорноморець» (Одеса) | - «Авангард» (Ровеньки) - «АДОМС» (Кременчук) - «Арсенал» (Харків) - «Буковина» (Чернівці) - «Верес» (Рівне) - «Газовик-Скала» (Стрий) - «Галичина» (Дрогобич) - «Гірник-Спорт» (Комсомольськ) - «Десна» (Чернігів) - «Динамо» (Львів) - «Електрон» (Ромни) - «Енергетик» (Бурштин) - «Зоря» (Луганськ) - ФК «Красилів» - «Лукор» (Калуш) - «Машинобудівник» (Дружківка) | - «Нафтовик» (Долина) - «Олімпія-АЕС» (Южноукраїнськ) - «Олком» (Мелітополь) - «Оскіл» (Куп'янськ) - «Поділля» (Хмельницький) - «Портовик» (Іллічівськ) - «Рось» (Біла Церква) - «Система-Борекс» (Бородянка) - «Сокіл» (Золочів) - ФК «Суми» - «Техно-Центр» (Рогатин) - «Титан» (Армянськ) - «Фрунзенець-Ліга-99» (Суми) - СК «Херсон» - «Цементник-Хорда» (Миколаїв) - ФК «Черкаси» |

## Перелік матчів

### Перший етап
|                                | Заг. |                              | Матч 1 | Матч 2 |    |
| ------------------------------ | ---- | ---------------------------- | ------ | ------ | -- |
| 14 липня і 18 липня 2001 року. |      |                              |        |        |    |
| «Лукор» (Калуш)                | 1:3  | «Буковина» (Чернівці)        | 1:2    | 0:1    |    |
| «Верес» (Рівне)                | 2:2  | «Динамо» (Львів)             | 1:2    | 1:0    |    |
| «Газовик-Скала» (Стрий)        | 1:0  | «Цементник-Хорда» (Миколаїв) | 0:0    | 1:0    | дч |
| «Техно-Центр» (Рогатин)        | 3:3  | «Енергетик» (Бурштин)        | 2:3    | 1:0    |    |
| «Нафтовик» (Долина)            | 3:8  | ФК «Красилів»                | 3:2    | 0:6    |    |
| «Галичина» (Дрогобич)          | 1:2  | «Сокіл» (Золочів)            | 1:1    | 0:1    |    |
| «Олком» (Мелітополь)           | 1:6  | ФК «Черкаси»                 | 1:3    | 0:3    |    |
| «Олімпія-АЕС» (Южноукраїнськ)  | 1:2  | «Ригонда» (Біла Церква)      | 0:1    | 1:1    |    |
| «Поділля» (Хмельницький)       | 2:1  | СК «Херсон»                  | 2:0    | 0:1    |    |
| «Гірник-Спорт» (Комсомольськ)  | 3:6  | «Титан» (Армянськ)           | 3:4    | 0:2    |    |
| «Система-Борекс» (Бородянка)   | 0:1  | «Портовик» (Іллічівськ)      | 0:1    | 0:0    |    |
| «Арсенал» (Харків)             | 8:4  | «Фрунзенець-Ліга-99» (Суми)  | 8:0    | 0:4    |    |
| «Зоря» (Луганськ)              | 1:3  | «Електрон» (Ромни)           | 1:0    | 0:3    |    |
| «Десна» (Чернігів)             | -:+  | «Машинобудівник» (Дружківка) | 5:0    | -:+    |    |
| «Спартак» (Суми)               | +:-  | «АДОМС» (Кременчук)          | +:-    |        |    |
| «Авангард» (Ровеньки)          | -:+  | «Оскіл» (Куп'янськ)          | -:+    |        |    |

### Другий етап
|                                | Заг. |                              | Матч 1 | Матч 2 |  |
| ------------------------------ | ---- | ---------------------------- | ------ | ------ |  |
| 26 липня і 9 серпня 2001 року. |      |                              |        |        |  |
| «Буковина» (Чернівці)          | 2:2  | «Динамо» (Львів)             | 2:1    | 0:1    |  |
| «Газовик-Скала» (Стрий)        | 0:2  | «Енергетик» (Бурштин)        | 0:1    | 0:1    |  |
| ФК «Красилів»                  | 4:6  | «Сокіл» (Золочів)            | 4:4    | 0:2    |  |
| ФК «Черкаси»                   | 5:2  | «Ригонда» (Біла Церква)      | 3:2    | 2:0    |  |
| «Титан» (Армянськ)             | +:-  | «Поділля» (Хмельницький)     | +:-    |        |  |
| «Спартак» (Суми)               | 1:3  | «Портовик» (Іллічівськ)      | 0:1    | 1:2    |  |
| «Арсенал» (Харків)             | 1:4  | «Електрон» (Ромни)           | 1:3    | 0:1    |  |
| «Оскіл» (Куп'янськ)            | 2:3  | «Машинобудівник» (Дружківка) | 0:2    | 2:1    |  |

### Третій етап
|                                  | Заг. |                    | Матч 1 | Матч 2 |  |
| -------------------------------- | ---- | ------------------ | ------ | ------ |  |
| 17 серпня і 25 серпня 2001 року. |      |                    |        |        |  |
| «Енергетик» (Бурштин)            | 0:5  | «Динамо» (Львів)   | 0:2    | 0:3    |  |
| ФК «Черкаси»                     | 4:4  | «Сокіл» (Золочів)  | 3:0    | 1:4    |  |
| «Портовик» (Іллічівськ)          | 2:1  | «Титан» (Армянськ) | 2:0    | 0:1    |  |
| «Машинобудівник» (Дружківка)     | +:-  | «Електрон» (Ромни) | +:-    |        |  |

### Четвертий етап
|                                   | Заг. |                                  | Матч 1 | Матч 2 |  |
| --------------------------------- | ---- | -------------------------------- | ------ | ------ |  |
| 7 вересня і 16 вересня 2001 року. |      |                                  |        |        |  |
| ФК «Миколаїв»                     | 2:5  | «Оболонь» (Київ)                 | 0:1    | 2:4    |  |
| «Динамо» (Львів)                  | 0:6  | «Прикарпаття» (Івано-Франківськ) | 0:3    | 0:3    |  |
| «Електрометалург-НЗФ» (Нікополь)  | 1:1  | «Зірка» (Кіровоград)             | +:-    | 1:1    |  |
| «Волинь-1» (Луцьк)                | 2:1  | ФК «Черкаси»                     | 1:0    | 1:1    |  |
| «Чорноморець» (Одеса)             | 3:2  | «Нафтовик» (Охтирка)             | 2:0    | 1:2    |  |
| «Портовик» (Іллічівськ)           | 2:3  | ФК «Вінниця»                     | 2:1    | 0:2    |  |
| «Полісся» (Житомир)               | 2:4  | «Борисфен» (Бориспіль)           | 2:1    | 0:3    |  |

### П'ятий етап
|                                  | Заг. |                              | Матч 1 | Матч 2 |  |
| -------------------------------- | ---- | ---------------------------- | ------ | ------ |  |
| 4 жовтня і 14 жовтня 2001 року.  |      |                              |        |        |  |
| «Нива» (Тернопіль)               | 0:3  | «Оболонь» (Київ)             | 0:1    | 0:2    |  |
| «Прикарпаття» (Івано-Франківськ) | 0:2  | «Металіст» (Харків)          | 0:0    | 0:2    |  |
| «Електрометалург-НЗФ» (Нікополь) | 2:6  | «Закарпаття» (Ужгород)       | 2:2    | 0:4    |  |
| «Волинь-1» (Луцьк)               | 1:0  | «Ворскла» (Полтава)          | 1:0    | 0:0    |  |
| «Поліграфтехніка» (Олександрія)  | 5:1  | «Чорноморець» (Одеса)        | 4:1    | 1:0    |  |
| ФК «Вінниця»                     | 2:4  | «Кривбас» (Кривий Ріг)       | 2:2    | 0:2    |  |
| «Борисфен» (Бориспіль)           | 1:3  | «Карпати» (Львів)            | 0:2    | 1:1    |  |
| «Сталь» (Алчевськ)               | 5:0  | «Машинобудівник» (Дружківка) | 3:0    | 2:0    |  |

### 1/8 фіналу
|                                  | Заг. |                                 | Матч 1 | Матч 2 |  |
| -------------------------------- | ---- | ------------------------------- | ------ | ------ |  |
| 20 жовтня і 27 жовтня 2001 року. |      |                                 |        |        |  |
| «Оболонь» (Київ)                 | 0:6  | «Динамо» (Київ)                 | 0:3    | 0:3    |  |
| «Металург» (Запоріжжя)           | 1:2  | «Металіст» (Харків)             | 1:0    | 0:2    |  |
| «Металург» (Маріуполь)           | 2:3  | «Закарпаття» (Ужгород)          | 1:0    | 1:3    |  |
| «Волинь-1» (Луцьк)               | 3:5  | «Металург» (Донецьк)            | 2:1    | 1:4    |  |
| «Карпати» (Львів)                | 3:3  | «Таврія» (Сімферополь)          | 2:0    | 1:3    |  |
| «Сталь» (Алчевськ)               | 3:4  | «Шахтар» (Донецьк)              | 3:1    | 0:3    |  |
| 21 жовтня і 27 жовтня 2001 року. |      |                                 |        |        |  |
| «Дніпро» (Дніпропетровськ)       | 3:2  | «Поліграфтехніка» (Олександрія) | 2:0    | 1:2    |  |
| 22 жовтня і 27 жовтня 2001 року. |      |                                 |        |        |  |
| «Кривбас» (Кривий Ріг)           | 1:4  | «ЦСКА» (Київ)                   | 1:0    | 0:4    |  |

### Чвертьфінали
|                                       | Заг. |                        | Матч 1 | Матч 2 |             |
| ------------------------------------- | ---- | ---------------------- | ------ | ------ | ----------- |
| 4 листопада і 26 листопада 2001 року. |      |                        |        |        |             |
| «Металіст» (Харків)                   | 1:6  | «Динамо» (Київ)        | 1:1    | 0:5    |             |
| «Металург» (Донецьк)                  | 4:1  | «Закарпаття» (Ужгород) | 1:0    | 3:1    |             |
| «Шахтар» (Донецьк)                    | 2:1  | «Карпати» (Львів)      | 2:0    | 0:1    |             |
| 5 листопада і 17 листопада 2001 року. |      |                        |        |        |             |
| «Дніпро» (Дніпропетровськ)            | 0:0  | «ЦСКА» (Київ)          | 0:0    | 0:0    | дч, пен.4:3 |

### Півфінали
|                                | Заг. |                    | Матч 1 | Матч 2 |  |
| ------------------------------ | ---- | ------------------ | ------ | ------ |  |
| 4 квітня і 2 травня 2002 року. |      |                    |        |        |  |
| «Металург» (Донецьк)           | 1:3  | «Динамо» (Київ)    | 1:1    | 0:2    |  |
| «Дніпро» (Дніпропетровськ)     | 2:3  | «Шахтар» (Донецьк) | 2:1    | 0:2    |  |

### Фінал
| 26 травня 2002 р. +26 °C |

| «Динамо» (Київ)           | 2:3, дч  | «Шахтар» (Донецьк)                 |
| ------------------------- | -------- | ---------------------------------- |
| Белькевич 31' Шацьких 50' | протокол | Попов 10' Ателькін 82' Воробей 99' |

| Київ, НСК «Олімпійський» Глядачів: 81 000 Арбітр: Василь Мельничук (Сімферополь) |

| Володар Кубка України 2001/02 |
| ----------------------------- |
| «Шахтар» (Донецьк) Вчетверте  |

## Найкращі бомбардири
|    | Гравець                       | Клуб                             | Ігри | Голи  |
| -- | ----------------------------- | -------------------------------- | ---- | ----- |
| 1  | Євген Арбузов                 | «Титан» (Армянськ)               | 4    | 5 (1) |
| 2  | Андрій Воробей                | «Шахтар» (Донецьк)               | 6    | 5     |
| 2  | Максим Шацьких                | «Динамо» (Київ)                  | 6    | 5     |
| 4  | Руслан Ярош                   | «Сокіл» (Золочів)                | 6    | 4 (1) |
| 5  | Костянтин Альошкін (Труханов) | «Арсенал» (Харків)               | 1    | 3     |
| 6  | Олег Вікарюк                  | «Прикарпаття» (Івано-Франківськ) | 3    | 3     |
| 7  | Сергій Чуйченко               | «Поліграфтехніка» (Олександрія)  | 3    | 3 (1) |
| 8  | Юрій Селезньов                | «Металург» (Донецьк)             | 4    | 3     |
| 8  | Олександр Козакевич           | «Поліграфтехніка» (Олександрія)  | 4    | 3     |
| 10 | Андрій Гусін                  | «Динамо» (Київ)                  | 7    | 3     |

## Підсумкова таблиця
| Етап           | Команда                          | I | В | Н | П | РМ   | О  |
| -------------- | -------------------------------- | - | - | - | - | ---- | -- |
| Володар        | «Шахтар» (Донецьк)               | 7 | 4 | 0 | 3 | 12−8 | 8  |
| Фіналіст       | «Динамо» (Київ)                  | 7 | 4 | 2 | 1 | 17−5 | 10 |
| Півфінал       | «Металург» (Донецьк)             | 6 | 3 | 1 | 2 | 10−7 | 7  |
| Півфінал       | «Дніпро» (Дніпропетровськ)       | 6 | 2 | 2 | 2 | 5−5  | 6  |
| 1/4 фіналу     | «Карпати» (Львів)                | 6 | 3 | 1 | 2 | 7−6  | 7  |
| 1/4 фіналу     | «Металіст» (Харків)              | 6 | 2 | 2 | 2 | 5−7  | 6  |
| 1/4 фіналу     | «Закарпаття» (Ужгород)           | 6 | 2 | 1 | 3 | 10−8 | 5  |
| 1/4 фіналу     | «Арсенал» (Київ)                 | 4 | 1 | 2 | 1 | 4−1  | 4  |
| 1/8 фіналу     | «Оболонь» (Київ)                 | 6 | 4 | 0 | 2 | 8−8  | 8  |
| 1/8 фіналу     | «Волинь-1» (Луцьк)               | 6 | 3 | 2 | 1 | 6−6  | 8  |
| 1/8 фіналу     | «Сталь» (Алчевськ)               | 4 | 3 | 0 | 1 | 8−4  | 6  |
| 1/8 фіналу     | «Поліграфтехніка» (Олександрія)  | 4 | 3 | 0 | 1 | 7−4  | 6  |
| 1/8 фіналу     | «Кривбас» (Кривий Ріг)           | 4 | 2 | 1 | 1 | 5−6  | 5  |
| 1/8 фіналу     | «Таврія» (Сімферополь)           | 2 | 1 | 0 | 1 | 3−3  | 2  |
| 1/8 фіналу     | «Металург» (Маріуполь)           | 2 | 1 | 0 | 1 | 2−3  | 2  |
| 1/8 фіналу     | «Металург» (Запоріжжя)           | 2 | 1 | 0 | 1 | 1−2  | 2  |
| П'ятий етап    | «Прикарпаття» (Івано-Франківськ) | 4 | 2 | 1 | 1 | 6−2  | 5  |
| П'ятий етап    | «Борисфен» (Бориспіль)           | 4 | 1 | 1 | 2 | 5−5  | 3  |
| П'ятий етап    | ФК «Вінниця»                     | 4 | 1 | 1 | 2 | 5−6  | 3  |
| П'ятий етап    | «Чорноморець» (Одеса)            | 4 | 1 | 0 | 3 | 4−7  | 2  |
| П'ятий етап    | «Електрометалург-НЗФ» (Нікополь) | 3 | 0 | 2 | 1 | 3−7  | 2  |
| П'ятий етап    | «Машинобудівник» (Дружківка)     | 5 | 1 | 0 | 4 | 3−12 | 2  |
| П'ятий етап    | «Ворскла» (Полтава)              | 2 | 0 | 1 | 1 | 0−1  | 1  |
| П'ятий етап    | «Нива» (Тернопіль)               | 2 | 0 | 0 | 2 | 0−3  | 0  |
| Четвертий етап | ФК «Черкаси»                     | 8 | 5 | 1 | 2 | 16−9 | 11 |
| Четвертий етап | «Портовик» (Іллічівськ)          | 8 | 5 | 1 | 2 | 8−5  | 11 |
| Четвертий етап | «Динамо» (Львів)                 | 8 | 4 | 0 | 4 | 9−10 | 8  |
| Четвертий етап | «Нафтовик» (Охтирка)             | 2 | 1 | 0 | 1 | 2−3  | 2  |
| Четвертий етап | «Полісся» (Житомир)              | 2 | 1 | 0 | 1 | 2−4  | 2  |
| Четвертий етап | «Зірка» (Кіровоград)             | 1 | 0 | 1 | 0 | 1−1  | 1  |
| Четвертий етап | ФК «Миколаїв»                    | 2 | 0 | 0 | 2 | 2−5  | 0  |
| Третій етап    | «Сокіл» (Золочів)                | 6 | 3 | 2 | 1 | 12−9 | 8  |
| Третій етап    | «Електрон» (Ромни)               | 4 | 3 | 0 | 1 | 7−2  | 6  |
| Третій етап    | «Титан» (Армянськ)               | 4 | 3 | 0 | 1 | 7−5  | 6  |
| Третій етап    | «Енергетик» (Бурштин)            | 6 | 3 | 0 | 3 | 5−8  | 6  |
| Другий етап    | «Буковина» (Чернівці)            | 4 | 3 | 0 | 1 | 5−3  | 6  |
| Другий етап    | ФК «Красилів»                    | 4 | 1 | 1 | 2 | 12−9 | 3  |
| Другий етап    | «Газовик-Скала» (Стрий)          | 4 | 1 | 1 | 2 | 1−2  | 3  |
| Другий етап    | «Рось» (Біла Церква)             | 4 | 1 | 1 | 2 | 4−6  | 3  |
| Другий етап    | «Арсенал» (Харків)               | 4 | 1 | 0 | 3 | 9−8  | 2  |
| Другий етап    | «Поділля» (Хмельницький)         | 2 | 1 | 0 | 1 | 2−1  | 2  |
| Другий етап    | «Оскіл» (Куп'янськ)              | 2 | 1 | 0 | 1 | 2−3  | 2  |
| Другий етап    | ФК «Суми»                        | 2 | 0 | 0 | 2 | 1−3  | 0  |
| Перший етап    | «Десна» (Чернігів)               | 1 | 1 | 0 | 0 | 5−0  | 2  |
| Перший етап    | «Техно-Центр» (Рогатин)          | 2 | 1 | 0 | 1 | 3−3  | 2  |
| Перший етап    | «Верес» (Рівне)                  | 2 | 1 | 0 | 1 | 2−2  | 2  |
| Перший етап    | СК «Херсон»                      | 2 | 1 | 0 | 1 | 1−2  | 2  |
| Перший етап    | «Зоря» (Луганськ)                | 2 | 1 | 0 | 1 | 1−3  | 2  |
| Перший етап    | «Фрунзенець-Ліга-99» (Суми)      | 2 | 1 | 0 | 1 | 4−8  | 2  |
| Перший етап    | «Нафтовик» (Долина)              | 2 | 1 | 0 | 1 | 3−8  | 2  |
| Перший етап    | «Галичина» (Дрогобич)            | 2 | 0 | 1 | 1 | 1−2  | 1  |
| Перший етап    | «Олімпія-АЕС» (Южноукраїнськ)    | 2 | 0 | 1 | 1 | 1−2  | 1  |
| Перший етап    | «Система-Борекс» (Бородянка)     | 2 | 0 | 1 | 1 | 0−1  | 1  |
| Перший етап    | «Цементник-Хорда» (Миколаїв)     | 2 | 0 | 1 | 1 | 0−1  | 1  |
| Перший етап    | «Лукор» (Калуш)                  | 2 | 0 | 0 | 2 | 1−3  | 0  |
| Перший етап    | «Гірник-Спорт» (Комсомольськ)    | 2 | 0 | 0 | 2 | 3−6  | 0  |
| Перший етап    | «Олком» (Мелітополь)             | 2 | 0 | 0 | 2 | 1−6  | 0  |
| Перший етап    | «АДОМС» (Кременчук)              | 0 | 0 | 0 | 0 | 0−0  | 0  |
| Перший етап    | «Авангард» (Ровеньки)            | 0 | 0 | 0 | 0 | 0−0  | 0  |